# ۹ تیر
۹ تیر/سرطان صد و دومین روز سال در گاه‌شماری خورشیدی است. به پایان سال ۲۶۳ روز (۲۶۴ روز در سال کبیسه) مانده‌است.

## رویدادها
- ۱۳۶۵ - آغاز عملیات کربلای ۱
- ۱۳۸۱ - قهرمانی برزیل در جام جهانی ۲۰۰۲
- ۱۴۰۴ - باقر رضایی، مهاجر ۶۰ ساله هزاره افغانستانی در اردوگاه شهر زابل براثر گرما، تشنگی و کتک جان باخت. این اتفاق هم‌زمان با موج جدید خشونت علیه افغانستانی‌ها در ایران و اخراج گروه‌های چند ده هزار نفره آنان از سوی حکومت ایران رخ داده است.[۱][۲]

## زادروزها
- ۱۳۰۹ - همایون خرم، آهنگساز و نوازنده ویولن
- ۱۳۱۷ - اسماعیل خویی، شاعر و عضو کانون نویسندگان
- ۱۳۳۲ - فؤاد بابان، گوینده اخبار
- ۱۳۴۳ - رسول جعفریان، پژوهشگر تاریخ اسلام، تشیع و ایران
- ۱۳۴۶ - بابک نیک‌طلب، شاعر ادبیات کودک و نوجوان
- ۱۳۴۹ - پیمان معادی، بازیگر
- ۱۳۶۶ - شهرام اکبری، روزنامه‌نگار
- ۱۳۷۱ - حسین حسینی، بازیکن فوتبال
- ۱۳۸۹ - سینا قاسمی ملی گرا

## درگذشت‌ها
- ۱۳۵۸. صوفی غلام‌نبی عشقری، شاعر افغانستانی
- ۱۳۸۹- منوچهر مرتضوی، نویسنده
- ۱۴۰۲ - فریماه فرجامی، بازیگر (زاده ۱۳۳۱)
- ۱۴۰۴- بامداد بیات، آهنگساز